# Paul Sakowski
Paul Sakowski (* 1. Februar 1920 in Breslau; † 28. Juli 2006 bei Leipzig) war deutscher Funktionshäftling im KZ Sachsenhausen, der als Henker von Sachsenhausen bezeichnet wurde.

## Leben
Sakowski wuchs in einer kommunistisch eingestellten Arbeiterfamilie in Breslau auf. Seine Eltern waren Mitglieder der KPD, er selbst gehörte bereits mit sechs Jahren dem Jung-Spartakus-Bund an. Wegen Hochverrats wurde sein Vater Arthur Sakowski 1930 verhaftet und angeklagt. Nach der Verurteilung musste dieser seine Haftstrafe im Zuchthaus absitzen. Sohn Paul wuchs danach in ärmlichen Verhältnissen bei seiner Mutter auf. Infolge der Machtübernahme durch die Nationalsozialisten wurde Arthur Sakowski umgehend in das KZ Esterwegen überstellt und erst 1935 wieder aus der Lagerhaft entlassen.
Nachdem er seine achtjährige Volksschulzeit im Januar 1934 abgeschlossen hatte, trug Paul Sakowski etwas zum Lebensunterhalt der Kleinfamilie als Laufbursche bei. Im Dezember 1934 wurde auch der Vierzehnjährige durch Gestapoangehörige nach einer Hausdurchsuchung in der elterlichen Wohnung festgenommen. Nach brutalen Verhören, in denen er nach angeblichen Verbindungen seines Vaters zu KPD-Mitgliedern befragt wurde, wurde Paul Sakowski schließlich wieder entlassen. Um sich während des Spanischen Bürgerkrieges den Internationalen Brigaden anzuschließen, versuchte Sakowski gemeinsam mit einem Freund illegal die deutsch-tschechoslowakische Grenze zu überschreiten, wurde dabei gefasst und in Untersuchungshaft genommen.
Im April 1938 wurde Sakowski in das KZ Sachsenhausen überstellt und war zu diesem Zeitpunkt der jüngste Häftling im Lager. Im August 1939 wurde Sakowski durch den Leiter des Arrestbereiches Kurt Eccarius mittels Pfahlhängen gefoltert und kam anschließend für zehn Wochen in Dunkelhaft. Hintergrund für diese Maßnahme war der Beistand für einen misshandelten Häftling, welcher gemeldet wurde. Nach der Dunkelhaft wurde Sakowski Kalfaktor im Arrestbereich und war dort für die Essensausgabe zuständig. Zu den Gefangenen, denen er dort Nahrung brachte, gehörten Georg Elser, Martin Niemöller und Herschel Grynszpan. Sakowski musste im März 1941 mit ansehen, wie Eccarius und ein weiterer SS-Mann einen Mithäftling erschossen. Da er dies weitererzählte und dann verraten wurde, kam er für ein halbes Jahr in Einzelhaft. Sakowski wurde am 3. September 1941 von Eccarius aus der Zelle geholt und gemeinsam mit dem Mithäftling Wilhelm Böhm auf den Appellplatz vor die versammelten Häftlinge des Konzentrationslagers geführt. Dort wurden Sakowski und der Mithäftling Böhm Opfer einer Scheinhinrichtung, die im letzten Moment abgebrochen wurde.
Unmittelbar danach wurden Sakowski und Böhm auf Geheiß von SS-Offizieren in ein Lagergebäude geführt, in dem gefangene Rotarmisten hinterrücks mittels Kopfschuss ermordet wurden. Sakowski und Böhm mussten gezwungenermaßen hunderte Leichen aus dem Hinrichtungsraum herausschleppen. Auch danach waren Sakowski und Böhm noch als Leichenträger und Leichenbrenner eingesetzt, als Transporte gefangener Rotarmisten das KZ Sachsenhausen erreichten. Aufgrund einer Fleckfieberinfektion durch Lausbefall erkrankten Sakowski und Böhm. Böhm starb später an den Folgen der Infektion, während Sakowski überlebte. Später gab Sakowski an, dass er zwischen September 1941 und September 1943 an der Verbrennung von 30.000 Häftlingsleichen mitgewirkt hätte. Sakowski und Böhm wurden auch dazu gezwungen, Hinrichtungen an Mithäftlingen zu vollziehen. Böhm soll nach späteren Angaben Sakowskis die Hinrichtungen am Galgen vollzogen haben, während er selbst angab, die Leichen lediglich vom Galgen abgenommen zu haben.
Nach der Befreiung des KZ Sachsenhausen gelangte Sakowski nach Berlin, wo er im Juni 1945 an einer Befreiungsfeier ehemaliger Sachsenhausenhäftlinge im Berliner Haus des Rundfunks teilnahm. Dort wurde er als ehemaliger Henker von Sachsenhausen durch Mithäftlinge der Polizei gemeldet und festgenommen. Kurz danach wurde er dem sowjetischen NKWD übergeben und brutal verhört. Sakowski wurde schließlich im Sachsenhausen-Prozess am 23. Oktober 1947 mit Angehörigen der Sachsenhausener Lager-SS vor einem sowjetischen Militärgericht angeklagt. Unter ihnen befanden sich auch Eccarius und Gustav Sorge, der Sakowski bei seiner Einweisung in das KZ Sachsenhausen mit 25 Stockhieben misshandelt hatte. Sakowski wurde wie alle anderen Angeklagten schuldig gesprochen und zu lebenslanger Haft mit der Pflicht zur Zwangsarbeit verurteilt. Den Verurteilten waren die Ermordung von Rotarmisten und die Mitverantwortung an den inhumanen Lagerbedingungen vorgeworfen worden. Gemeinsam mit den anderen Verurteilten wurde er nach der Verkündung des Urteils ins Arbeitslager Workuta des Gulags verbracht. Auch dort musste er die Leichen verstorbener Häftlinge vergraben. Mitte der 1950er Jahre wurde Sakowski aus der Sowjetunion in die DDR überstellt, wo er bis 1970 im Zuchthaus Bautzen, Brandenburg und dem Haftarbeitslager Berlin-Hohenschönhausen inhaftiert war. Während seiner Haftzeit verfasste er auf Anordnung des MfS das Tagebuch des Paul Sakowski. Nach der Haftentlassung heiratete er, seine Ehefrau verstarb später. Sakowski verbrachte seine letzten Lebensjahre unter einem anderen Namen in einem Altersheim bei Leipzig. Er starb am 28. Juli 2006.
In dem deutschen Film Henker. Der Tod hat ein Gesicht porträtieren Jens Becker und Gunnar Dedio sieben ehemalige Henker, darunter auch Sakowski.